# Michenia
Michenia — вимерлий рід верблюдових, ендемічний для Північної Америки. Вони жили з раннього міоцену до середнього міоцену 20,43–10,3 млн років тому, існували приблизно 10 мільйонів років. Викопні рештки були знайдені від Каліфорнії до Техасу, Альберти, Айдахо та Небраски.

## Види
- M. agatensis Frick & Taylor 1971
- M. deschutensis Dingus 1990
- M. exilis Matthew & Macdonald 1960
- M. mudhillsnsis Pagnac 2005